# Amapá Clube
A brazil Amapá Clube, labdarúgó csapatát Macapá városában hozták létre. A klub Amapá állam bajnokságának egyik legeredményesebb együttese, azonban hivatalos működési engedély hiányában nincs jogosultsága sem az állami- sem az országos rendezvényeken való részvételre.

## Sikerlista

### Állami
- 10-szeres Amapaense bajnok: 1945, 1950, 1951, 1953, 1973, 1975, 1979, 1987, 1988, 1990